# Bunad

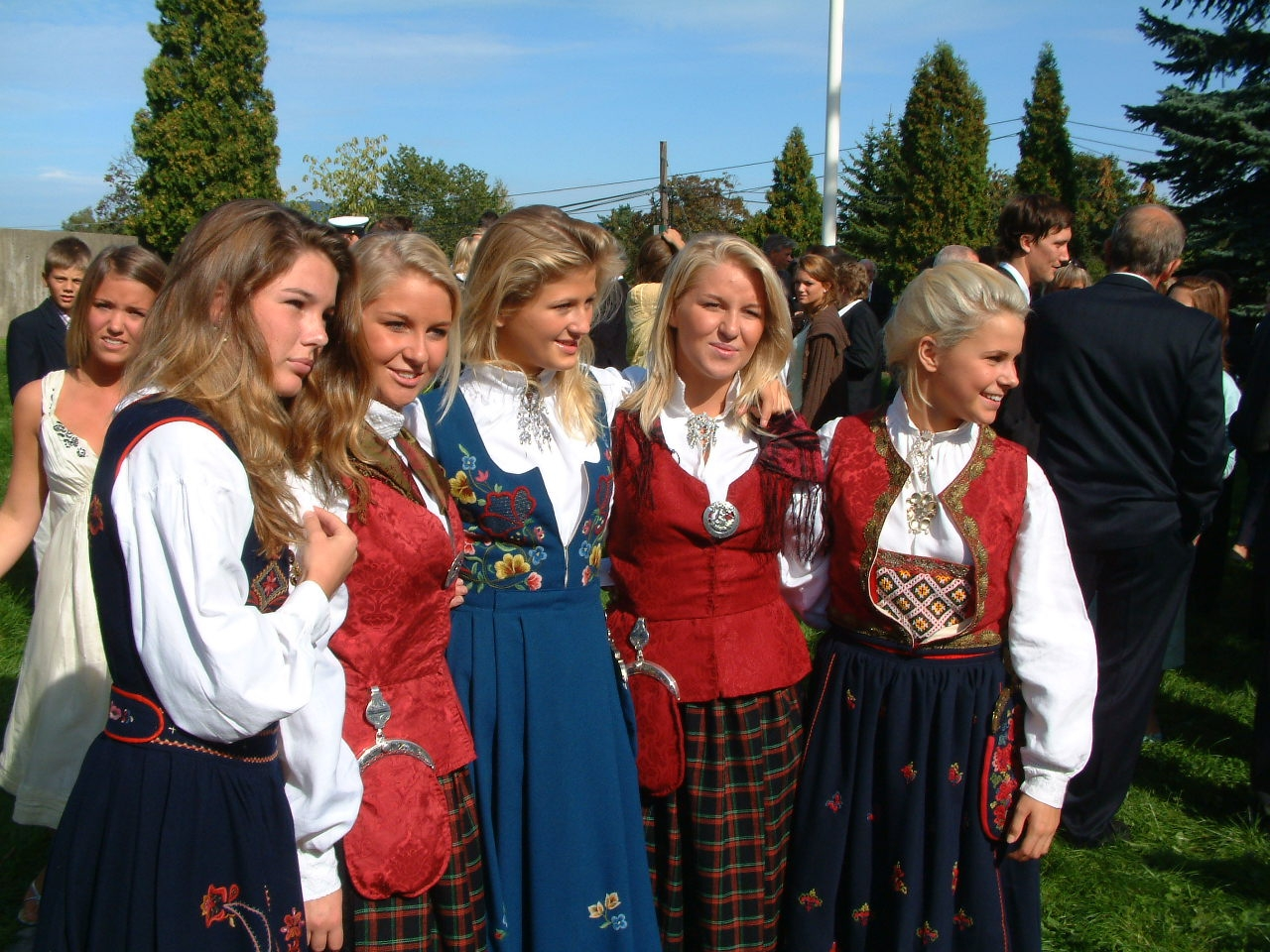
Moças norueguesas em trajo folclórico (bunad), de inspiração campesina dos séculos XVIII e XIX

Bunad é o traje tradicional da Noruega. Pode variar - sobretudo em suas cores e bordados - dependendo da região. É utilizado atualmente em datas comemorativas, como o 17 de Maio, assim como em casamentos e batizados.